# Dracocephalum rupestre
Dracocephalum rupestre là một loài thực vật có hoa trong họ Hoa môi. Loài này được Hance mô tả khoa học đầu tiên năm 1869.